# Kaňk (Kutná Hora)

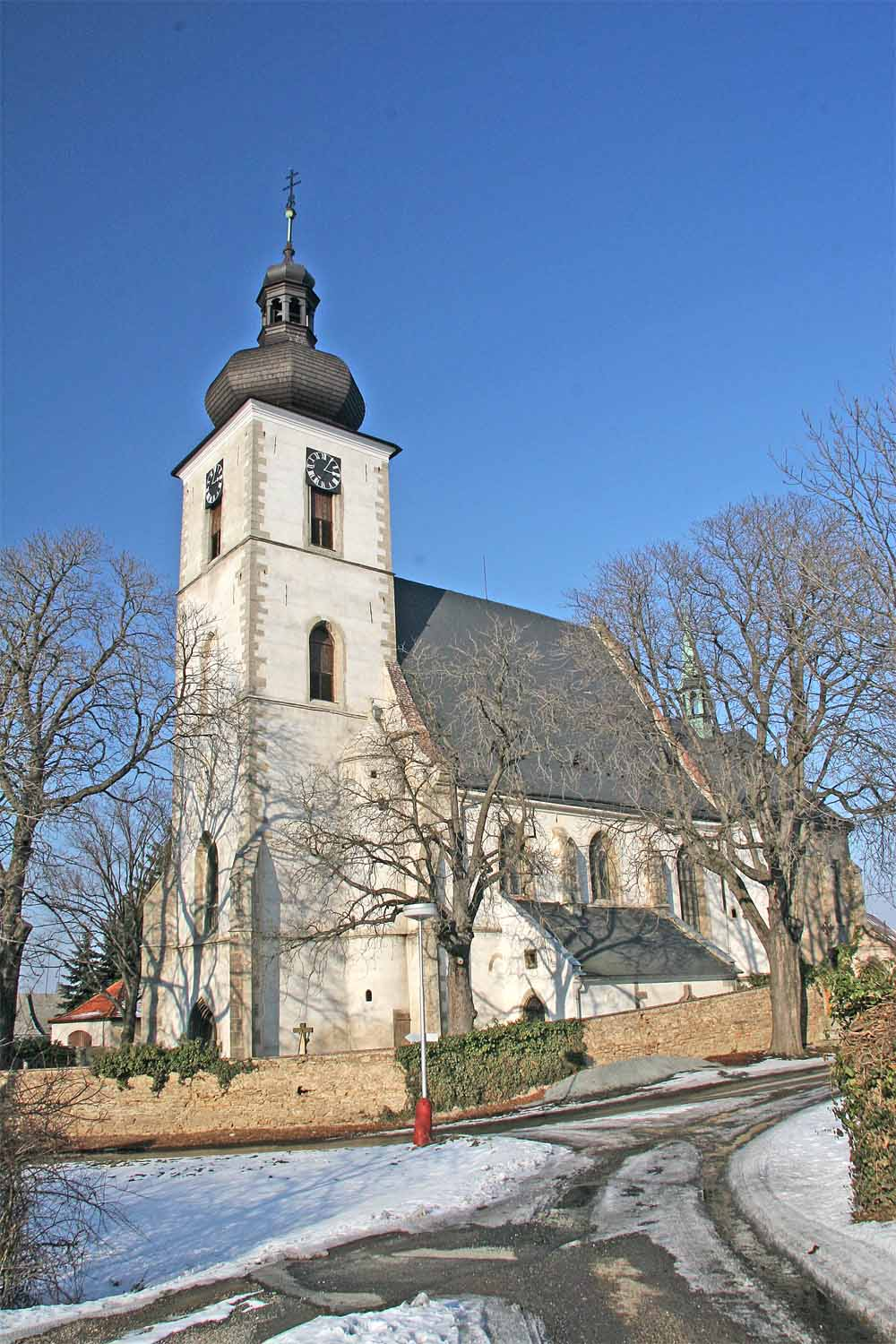
Die Laurentiuskirche in Kaňk

Kaňk (deutsch: Gang) ist ein Ortsteil der Stadt Kutná Hora (Kuttenberg) in Tschechien. Der Ort war seit 1621 Bergstadt.

## Geografie
Der Ort liegt etwa 3 km nördlich von Kuttenberg und etwa 50 km östlich von Prag im Středočeský kraj (Mittelböhmische Region). Im Osten erstreckt sich der gleichnamige Berg, der namengebend für den Ort war.
Zum Ort gehört die Siedlung Pod Kaňkem. Kaňk ist einer von zwölf Stadtteilen und einer von sieben Katastralbezirken von Kutná Hora.

## Geschichte
Die Entstehung der Siedlung steht im Zusammenhang mit dem Silberbergbau, der im nahegelegenen Kuttenberg schon im 12./13. Jahrhundert umging. Am Gang wurde man im 14. Jahrhundert fündig, als der Bergbau von Kuttenberg bereits rückläufig war. Ansässig waren anfangs vor allem Berg- und Hüttenleute. Zwischen 1489 und 1506 wurde auf ihre Kosten die ortsbildprägende Laurentiuskirche erbaut.
Trotz der dominierenden Bedeutung der alten Bergstadt Kuttenberg begnadete Kaiser Ferdinand II. 1621 den Ort mit den gleichen Rechten wie Kutná Hora und erhob ihn damit zur freien Bergstadt. Lediglich Berg- und Münzgerichtsbarkeit lagen weiterhin im Hauptort. Vermutlich zur gleichen Zeit erhielt Gang ein Wappen, das die bergmännische Symbolik von Schlägel und Eisen sowie die tiefe Religiosität (dargestellt ist Erzengel Gabriel) der damaligen Bergleute miteinander verbindet. 1792 erhielt der Ort Stadtrat und  Bürgermeister.
Halden und Pingen als Zeugnisse des Altbergbaus findet man auch in der Siedlung, so nördlich der Kirche die Gruben Šafary and Kuntery. Nach zeitweiligem Erliegen wurde 1958 die Gewinnung von Zink- und Bleierzen im Bergwerk Turkaňk aufgenommen und bis 1992 betrieben.
Der Ort war bis 1930 Stadt und wurde 1950 zusammen mit Perštejnec und Sedlec nach Kutná Hora eingemeindet.

## Entwicklung der Einwohnerzahl
| Jahr | Einwohnerzahl |
| ---- | ------------- |
| 1869 | 1319          |
| 1880 | 1138          |
| 1890 | 1236          |
| 1900 | 1298          |

| Jahr | Einwohnerzahl |
| ---- | ------------- |
| 1910 | 1301          |
| 1921 | 1290          |
| 1930 | 1282          |
| 1950 | 1069          |

| Jahr | Einwohnerzahl |
| ---- | ------------- |
| 1961 | 1012          |
| 1970 | 924           |
| 1980 | 747           |
| 1991 | 626           |

| Jahr | Einwohnerzahl |
| ---- | ------------- |
| 2001 | 700           |
| 2011 | 774           |

## Sehenswürdigkeiten

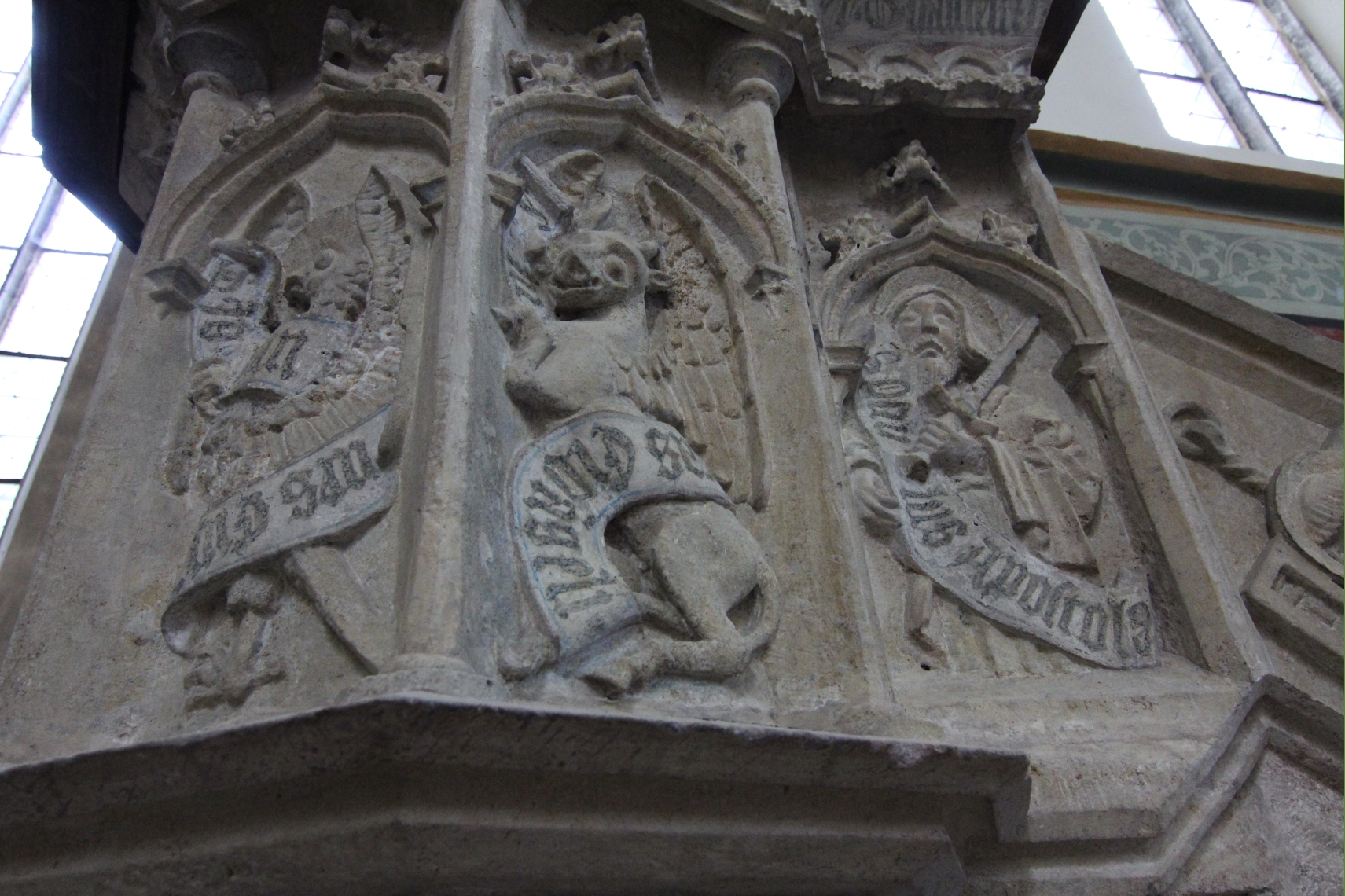
Kanzel in der Laurentiuskirche

- Die Laurentiuskirche (Kostel sv. Vavřince) ist ein spätgotischer, einschiffiger Kirchenbau, der etwa zwischen 1492 und 1506 errichtet wurde. Bedeutsam ist die Kanzel, die der Bildhauer Matěj Rejsek schuf.
- ein Aussichtsturm im Osten des Berges
- ein Steinbruch mit Kreide-Fossilien, der als Naturdenkmal unter Schutz gestellt ist
- Denkmal für die hingerichteten Führer der Bergarbeiteraufstände 1494–1496 aus dem Jahr 1814

## Typminerale
Kaňk ist Typlokalität für mehrere Minerale, alles sekundäre Fe-As-Verbindungen. Das Mineral Kaňkit wurde nach dem Ort benannt. Weitere Typminerale sind Bukovskýit, Zýkait und Paraskorodit.